# Pertuis Breton
Le pertuis Breton est un détroit situé entre la côte nord-est de l'île de Ré et le continent.
Ce détroit donne au nord-ouest sur l'océan Atlantique au large des Sables-d'Olonne et se termine, dans sa partie sud-est, par la baie de l'Aiguillon (embouchure de la Sèvre niortaise) vers le nord et le pont de l'île de Ré vers le sud.
Voie d'accès stratégique vers le port de La Rochelle, il a été défendu par de nombreuses fortifications sur l'île :
- enceinte urbaine et citadelle de Saint-Martin-de-Ré,
- redoute de Rivedoux-Plage,
- redoute (détruite) des Portes-en-Ré,
- batterie du Grouin sur la commune de Loix,
- fort La Prée sur la commune de La Flotte.
- et de nombreux blockhaus du mur de l'Atlantique répartis sur toute la côte nord-est de l'île de Ré et parfois intégrés aux éléments cités ci-dessus.

Sur le continent, les principales villes sont :
- La Tranche-sur-Mer,
- La Faute-sur-Mer,
- L'Aiguillon-sur-Mer.

La conchyliculture est fortement présente sur les deux côtes bordant le pertuis Breton, et, plus précisément, l'élevage de moules de bouchots.
Le pertuis Breton fait partie du parc naturel marin de l'estuaire de la Gironde et de la mer des Pertuis créé en 2015.